# Jory ten Brinke
Jory ten Brinke (Varsseveld, 16 oktober 1984) is een voetballer van De Graafschap. Ten Brinke voetbalde voor SC Varsseveld alvoor hij werd gescout door De Graafschap. In het seizoen 2003/2004 maakte hij zijm debuut voor de 'superboeren', hij kwam dat seizoen 3 keer uit voor de Doetinchemmers en promoveerde naar de Eredivisie. In de eredivisie kwam Ten Brinke tot 3 duels en hij degradeerde met De Graafschap weer naar de eerste divisie. Ook in het seizoen 2005/2006 speelt de verdediger op De Vijverberg, waar hij nog een contract heeft tot de zomer van 2006. In 2007 ging hij naar FC Lienden. In het seizoen 2012/13 speelde hij voor FC Presikhaaf waarna hij overstapte naar SV DFS.
Naast het voetbal was hij werkzaam als intercedent.